# The Summit League
The Summit League (o The Summit) es una conferencia de la División I de la NCAA que opera en el Medio Oeste de los Estados Unidos. Su nombre inicial fue el de Association of Mid-Continent Universities, que estuvo vigente entre 1982 y 1989, para posteriormente denominarse Mid-Continent Conference. El 1 de junio de 2007 cambió de nombre por el actual.

## Historia
La conferencia se creó en 1982 como  Association of Mid-Continent Universities (AMCU), nombre con el que se la conoció hasta 1989. Patrocinó el fútbol americano entre 1982 y 1984, con nivel de División II. 4 de las universidades que conforman la conferencia tienen en la actualidad equipos de fúrtbol americano.
En 1994, dos de los miembros fundadores, Cleveland State University y University of Illinois at Chicago, y otros dos nuevos miembros, University of Wisconsin-Milwaukee y Wright State University, dejaron la conferencia para unirse a la Midwestern Collegiate Conference, conocida en la actualidad como Horizon League. Ese mismo año, cinco equipos procedentes de la desaparecida East Coast Conference, se unieron a la liga, aunquer ninguno de ellos permanece en la actualidad. Missouri-Kansas City, antiguamente equipo independiente, se unió en 1994.

## Miembros actuales
| Logo | Institución                             | Localización                  | Tipo    | Equipo         | Año de unión |
| ---- | --------------------------------------- | ----------------------------- | ------- | -------------- | ------------ |
|      | Universidad de Denver                   | Denver, Colorado              | Privada | Pioneers       | 2013         |
|      | Universidad de Misuri–Kansas City       | Kansas City, Misuri           | Pública | Roos           | 1994, 2020   |
|      | Universidad de Nebraska en Omaha        | Omaha, Nebraska               | Pública | Mavericks      | 2012         |
|      | Universidad de Dakota del Norte         | Grand Forks, Dakota del Norte | Pública | Fighting Hawks | 2018         |
|      | Universidad Estatal de Dakota del Norte | Fargo, Dakota del Norte       | Pública | Bison          | 2007         |
|      | Universidad Oral Roberts                | Tulsa, Oklahoma               | Privada | Golden Eagles  | 1997, 2014   |
|      | Universidad de Santo Tomás              | Saint Paul, Minnesota         | Privada | Tommies        | 2021         |
|      | Universidad de Dakota del Sur           | Vermillion, Dakota del Sur    | Pública | Coyotes        | 2011         |
|      | Universidad Estatal de Dakota del Sur   | Brookings, Dakota del Sur     | Pública | Jackrabbits    | 2007         |

1. ↑  Bajo su antigua identidad deportiva de los UMKC Kangaroos, Kansas City fue miembro de la Summit League de 1994 a 2013.
2. ↑  Oral Roberts fue miembro de la Summit League desde 1997 hasta 2012, pero regresó en 2014.

### Miembros Asociados
| Institución                       | Localización         | Equipo           | Tipo    | Deporte                       | Año de Unión | Conferencia Primaria       |
| --------------------------------- | -------------------- | ---------------- | ------- | ----------------------------- | ------------ | -------------------------- |
| Universidad Drake                 | Des Moines, Iowa     | Bulldogs         | Privada | Tenis masculino               | 2017         | Missouri Valley Conference |
| Universidad de Illinois Oriental  | Charleston, Illinois | Panthers         | Pública | Natación y Clavados (m. y f.) | 2005         | Ohio Valley Conference     |
| Universidad Estatal de Illinois   | Normal, Illinois     | Redbirds         | Pública | Tenis masculino               | 2017         | Missouri Valley Conference |
| Universidad del Norte de Colorado | Greeley, Colorado    | Bears            | Pública | Béisbol                       | 2021         | Big Sky Conference         |
| Universidad del Norte de Colorado | Greeley, Colorado    | Bears            | Pública | Golf masculino                | 2024         | Big Sky Conference         |
| Universidad del Sur de Indiana    | Evansville, Indiana  | Screaming Eagles | Pública | Natación y Clavados (m. y f.) | 2022         | Ohio Valley Conference     |
| Universidad Estatal de Weber      | Ogden, Utah          | Wildcats         | Pública | Golf masculino                | 2024         | Big Sky Conference         |

### Miembros Asociados Futuros
| Institución                          | Localización           | Equipo             | Tipo    | Deporte(s)       | Año de Unión | Conferencia Primaria                                        |
| ------------------------------------ | ---------------------- | ------------------ | ------- | ---------------- | ------------ | ----------------------------------------------------------- |
| Universidad de Delaware              | Newark, Delaware       | Fightin' Blue Hens | Pública | Fútbol masculino | 2025         | Coastal Athletic Association (Conference USA desde 2025)    |
| Universidad de Massachusetts Amherst | Amherst, Massachusetts | Minutemen          | Pública | Fútbol masculino | 2025         | Atlantic 10 Conference (Mid-American Conference desde 2025) |

1. ↑  La universidad está oficialmente autorizada como una institución "privately governed, state-assisted" (español: "gobernada de forma privada y asistida por el estado").

### Antiguos miembros
| Institución                                            | Localización             | Equipo                | Tipo    | Año de unión | Año de salida | Conferencia actual                                     |
| ------------------------------------------------------ | ------------------------ | --------------------- | ------- | ------------ | ------------- | ------------------------------------------------------ |
| Universidad de Akron                                   | Akron, Ohio              | Zips                  | Pública | 1990         | 1992          | Mid-American Conference                                |
| Universidad de Búfalo                                  | Búfalo, Nueva York       | Bulls                 | Pública | 1994         | 1998          | Mid-American Conference                                |
| Centenary College of Louisiana                         | Shreveport, Luisiana     | Gentlemen             | Privada | 2003         | 2011          | Southern Collegiate Athletic Conference (Div. III)     |
| Universidad Estatal de Connecticut Central             | New Britain, Connecticut | Blue Devils           | Pública | 1994         | 1998          | Northeast Conference                                   |
| Universidad Estatal de Chicago                         | Chicago, Illinois        | Cougars               | Pública | 1994         | 2006          | Northeast Conference                                   |
| Universidad Estatal de Cleveland                       | Cleveland, Ohio          | Vikings               | Pública | 1982         | 1994          | Horizon League                                         |
| Universidad de Illinois Occidental                     | Macomb, Illinois         | Fighting Leathernecks | Pública | 1982         | 2023          | Ohio Valley Conference                                 |
| Universidad de Illinois Oriental                       | Charleston, Illinois     | Panthers              | Pública | 1982         | 1996          | Ohio Valley Conference                                 |
| Universidad de Illinois en Chicago                     | Chicago, Illinois        | Flames                | Pública | 1982         | 1994          | Missouri Valley Conference                             |
| Universidad de Indiana-Universidad Purdue Indianápolis | Indianápolis, Indiana    | Jaguars               | Pública | 1998         | 2017          | Horizon League                                         |
| Universidad Estatal de Misuri                          | Springfield, Misuri      | Bears                 | Pública | 1982         | 1990          | Missouri Valley Conference (Conference USA desde 2025) |
| Universidad del Noreste de Illinois                    | Chicago, Illinois        | Golden Eagles         | Pública | 1994         | 1998          | Sin programa deportivo                                 |
| Universidad del Norte de Illinois                      | DeKalb, Illinois         | Huskies               | Pública | 1990         | 1994          | Mid-American Conference (Horizon League desde 2026)    |
| Universidad del Norte de Iowa                          | Cedar Falls, Iowa        | Panthers              | Pública | 1982         | 1991          | Missouri Valley Conference                             |
| Universidad de Oakland                                 | Rochester, Míchigan      | Golden Grizzlies      | Pública | 1998         | 2013          | Horizon League                                         |
| Universidad Purdue Fort Wayne                          | Fort Wayne, Indiana      | Mastodons             | Pública | 2007         | 2020          | Horizon League                                         |
| Universidad de Sur de Utah                             | Cedar City, Utah         | Thunderbirds          | Pública | 1997         | 2012          | Western Athletic Conference                            |
| Universidad de Troy                                    | Troy, Alabama            | Trojans               | Pública | 1994         | 1997          | Sun Belt Conference                                    |
| Universidad de Wisconsin-Green Bay                     | Green Bay, Wisconsin     | Phoenix               | Pública | 1982         | 1994          | Horizon League                                         |
| Universidad de Wisconsin-Milwaukee                     | Milwaukee, Wisconsin     | Panthers              | Pública | 1993         | 1994          | Horizon League                                         |
| Universidad de Valparaiso                              | Valparaíso, Indiana      | Crusaders             | Privada | 1982         | 2007          | Missouri Valley Conference                             |
| Universidad Estatal de Wright                          | Dayton, Ohio             | Raiders               | Pública | 1991         | 1994          | Horizon League                                         |
| Universidad Estatal de Youngstown                      | Youngstown, Ohio         | Penguins              | Pública | 1992         | 2001          | Horizon League                                         |

1. ↑  Todo el campus tiene una dirección postal en Búfalo, pero la mayor parte está ubicada en el pueblo adyacente de Amherst.
2. ↑   El 1 de julio de 2024, IUPUI se dividió en dos instituciones. Los equipos deportivos fueron transferidos a la Universidad de Indiana Indianápolis, con los equipos ahora conocidos como IU Indy Jaguars.
3. ↑  El campus tiene una dirección postal en Rochester, pero está ubicado en las ciudades separadas de Auburn Hills y Rochester Hills.
4. ↑  Antes de julio de 2018, Purdue Fort Wayne compitió como Fort Wayne Mastodons, representando a la Universidad de Indiana - Universided Purdue Fort Wayne (IPFW). El 1 de julio de 2018, IPFW se dividirá en dos instituciones. Los equipos deportivos se transferirá a la Universidad Purdue Fort Wayne.
5. ↑  Si bien Valparaiso era miembro de pleno derecho de la Summit League, usaba el apodo de Crusaders. La universidad cambió su apodo a Beacons en 2021.
6. ↑  El campus tiene una dirección postal en Dayton, pero está ubicado en la ciudad adyacente de Fairborn.

## Palmarés

### Baloncesto masculino
| Año     | Año     | Temporada regular        | Balance | Torneo             |
| ------- | ------- | ------------------------ | ------- | ------------------ |
| 2008-09 | 2008-09 | North Dakota State       | 16-2    | North Dakota State |
| 2007-08 | 2007-08 | Oral Roberts             | 16-2    | Oral Roberts       |
| 2006-07 | 2006-07 | Oral Roberts             | 12-2    | Oral Roberts       |
| 2005-06 | 2005-06 | Oral Roberts IUPUI       | 13-3    | Oral Roberts       |
| 2004-05 | 2004-05 | Oral Roberts             | 13-3    | Oakland            |
| 2003-04 | 2003-04 | Valparaíso               | 11-5    | Valparaíso         |
| 2002-03 | 2002-03 | Valparaíso               | 12-2    | IUPUI              |
| 2001-02 | 2001-02 | Valparaíso               | 12-2    | Valparaíso         |
| 2000-01 | 2000-01 | Valparaíso Southern Utah | 13-3    | Southern Utah      |
| 1999-00 | 1999-00 | Oakland                  | 11-5    | Valparaíso         |
| 1998-99 | 1998-99 | Oral Roberts Valparaíso  | 10-4    | Valparaíso         |
| 1997-98 | 1997-98 | Valparaíso               | 13-3    | Valparaíso         |
| 1996-97 | 1996-97 | Valparaíso               | 13-3    | Valparaíso         |
| 1995-96 | 1995-96 | Valparaíso               | 13-5    | Valparaíso         |
| 1994-95 | 1994-95 | Valparaíso               | 14-4    | Valparaíso         |
| 1993-94 | 1993-94 | UW-Green Bay             | 15-3    | UW-Green Bay       |
| 1992-93 | 1992-93 | Cleveland State          | 15-1    | Wright State       |
| 1991-92 | 1991-92 | UW-Green Bay             | 14-2    | Eastern Illinois   |
| 1990-91 | 1990-91 | Northern Illinois        | 14-2    | UW-Green Bay       |
| 1989-90 | 1989-90 | SW Missouri State        | 11-1    | Northern Iowa      |
| 1988-89 | 1988-89 | SW Missouri State        | 10-2    | SW Missouri State  |
| 1987-88 | 1987-88 | SW Missouri State        | 12-2    | No disputado       |
| 1986-87 | 1986-87 | SW Missouri State        | 13-1    | SW Missouri State  |
| 1985-86 | 1985-86 | Cleveland State          | 13-1    | Cleveland State    |
| 1984-85 | 1984-85 | Cleveland State          | 11-3    | Eastern Illinois   |
| 1983-84 | 1983-84 | Illinois-Chicago         | 12-2    | Western Illinois   |
| 1982-83 | 1982-83 | Western Illinois         | 9-3     | No disputado       |

### Fútbol masculino
| Año  | Temporada regular                                               | Temporada regular                                               | Balance | Torneo                      |
| ---- | --------------------------------------------------------------- | --------------------------------------------------------------- | ------- | --------------------------- |
| 2006 | Western Illinois                                                | Western Illinois                                                | 5-1-0   | Western Illinois            |
| 2005 | Oakland                                                         | Oakland                                                         | 5-1-0   | Western Illinois            |
| 2004 | Oral Roberts                                                    | Oral Roberts                                                    | 5-0-1   | Western Illinois            |
| 2003 | Missouri-Kansas City, Oakland                                   | Missouri-Kansas City, Oakland                                   | 5-1-0   | Missouri-Kansas City        |
| 2002 | Oakland                                                         | Oakland                                                         | 3-1-1   | Oakland                     |
| 2001 | Missouri-Kansas City, Oakland, Oral Roberts                     | Missouri-Kansas City, Oakland, Oral Roberts                     | 3-2-0   | Missouri-Kansas City        |
| 2000 | Oakland, Western Illinois                                       | Oakland, Western Illinois                                       | 4-1-0   | Indiana-Purdue Indianapolis |
| 1999 | Indiana-Purdue Indianapolis, Missouri-Kansas City, Oral Roberts | Indiana-Purdue Indianapolis, Missouri-Kansas City, Oral Roberts | 3-2-0   | Oral Roberts                |
| 1998 | Valparaíso                                                      | Valparaíso                                                      | 3-1-1   | Howard                      |
| 1997 | Este                                                            | Central Connecticut State                                       | 5-1-0   | Howard                      |
| 1997 | Oeste                                                           | Valparaíso                                                      | 6-1-1   | Howard                      |
| 1996 | Este                                                            | Howard                                                          | 6-0-0   | Valparaíso                  |
| 1996 | Oeste                                                           | Missouri-Kansas City                                            | 5-0-1   | Valparaíso                  |
| 1995 | Este                                                            | Central Connecticut State                                       | 5-0-1   | Central Connecticut State   |
| 1995 | Oeste                                                           | Western Illinois                                                | 7-1-0   | Central Connecticut State   |
| 1994 | Este                                                            | Buffalo                                                         | 5-0-1   | Central Connecticut State   |
| 1994 | Oeste                                                           | Eastern Illinois                                                | 6-1-1   | Central Connecticut State   |
| 1993 | Wisconsin-Milwaukee                                             | Wisconsin-Milwaukee                                             | 8-0-0   | No disputado                |
| 1992 | Wisconsin-Green Bay                                             | Wisconsin-Green Bay                                             | 7-0-0   | No disputado                |
| 1991 | Akron                                                           | Akron                                                           | 6-0-0   | No disputado                |
| 1990 | Akron, Northern Illinois                                        | Akron, Northern Illinois                                        | 6-1-0   | No disputado                |
| 1989 | Eastern Illinois                                                | Eastern Illinois                                                | 6-0-0   | No disputado                |